# Amtsgericht Rheinberg

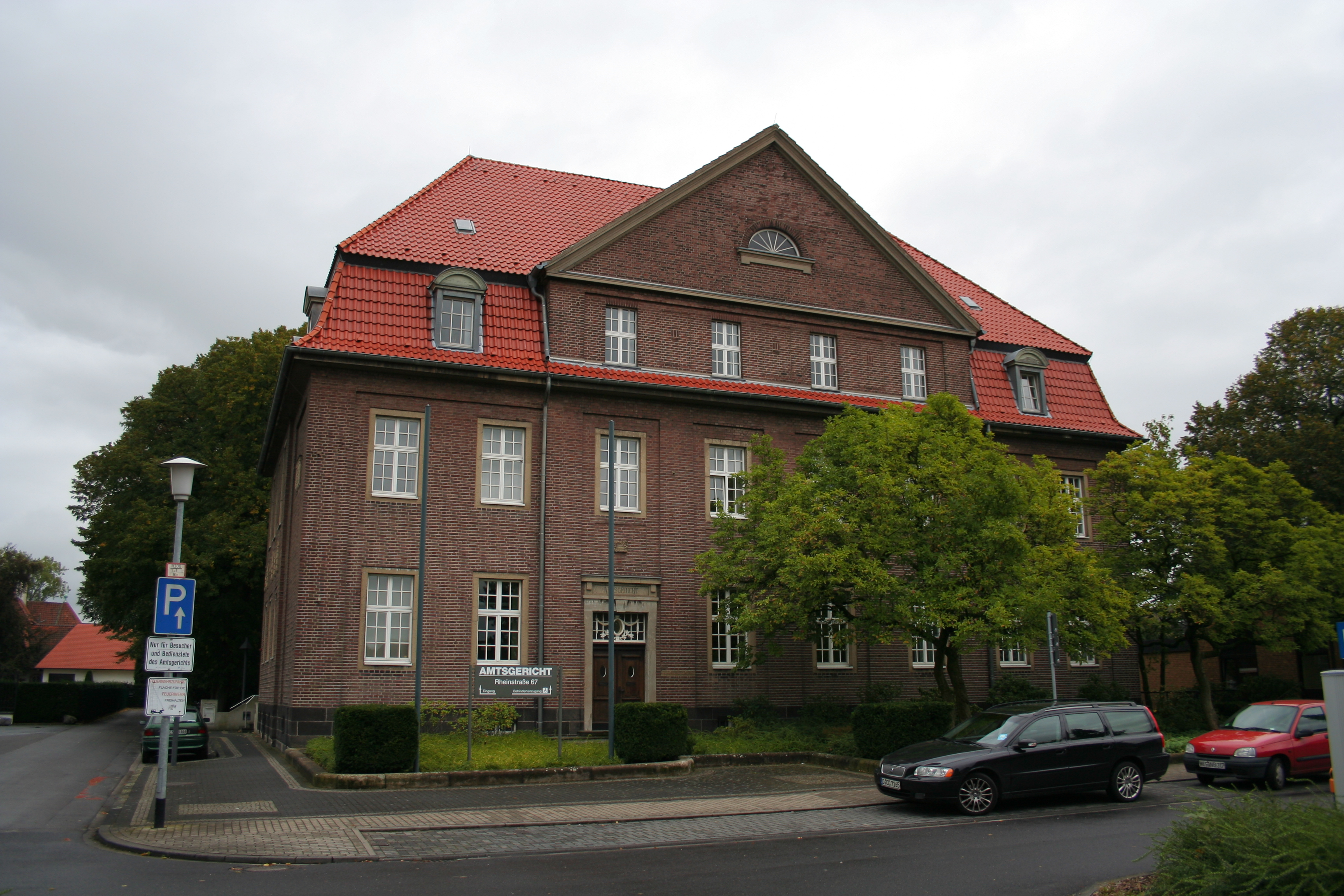
Gebäude des AG Rheinberg

Rheinberg ist Sitz des Amtsgerichts Rheinberg, das für die Gemeinden Alpen und Sonsbeck sowie für die Städte Kamp-Lintfort, Rheinberg und Xanten im westlichen Teil des Kreises Wesel zuständig ist. In dem 325 km² großen Gerichtsbezirk leben rund 114.000 Menschen. Es ist ferner in Landwirtschaftssachen für den Amtsgerichtsbezirk Moers zuständig.

## Übergeordnete Gerichte
Das dem Amtsgericht Rheinberg übergeordnete Landgericht ist das Landgericht Kleve, das wiederum dem Oberlandesgericht Düsseldorf untersteht.

## Geschichte
Das königlich preußische Amtsgericht Rheinberg wurde mit Wirkung zum 1. Oktober 1879 als eines von neun Amtsgerichten im Bezirk des Landgerichtes Kleve im Bezirk des Oberlandesgerichtes Köln gebildet. Der Sitz des Gerichts war Rheinberg.
Sein Gerichtsbezirk umfasste aus dem Kreis Moers die Bürgermeistereien Alpen, Budberg, Camp (Kloster), Hörstgen, Orsoy (Stadt), Orsoy (Land), Ossenberg, Rheinberg (Stadt), Rheinberg (Land) und Vierquartieren sowie aus der Bürgermeisterei Repelen die Gemeindebezirke Graft und Kohlenhuck und den Gutsbezirk Strommörs.
Am Gericht bestand 1880 eine Richterstelle. Das Amtsgericht war damit ein kleines Amtsgericht im Landgerichtsbezirk. Es war zugleich Rheinschifffahrtsgericht für die Bezirke der Amtsgerichte Rheinberg und Moers.